# Myrmica ferganensis
Myrmica ferganensis är en myrart som beskrevs av Bruno Finzi 1926. Myrmica ferganensis ingår i släktet rödmyror, och familjen myror. Inga underarter finns listade i Catalogue of Life.